# Phosphatodraco mauritanicus
Phosphatodraco (il cui nome significa "drago di fosfato") è un genere estinto di pterosauro pterodactyloide azhdarchide vissuto nel Cretaceo superiore, circa 66 milioni di anni fa (Maastrichtiano), nella porzione di Oulad (o Qualad) del Bacino Oulad Abdoun, Grand Doui, vicino a Khouribga, nel Marocco centrale.

## Descrizione

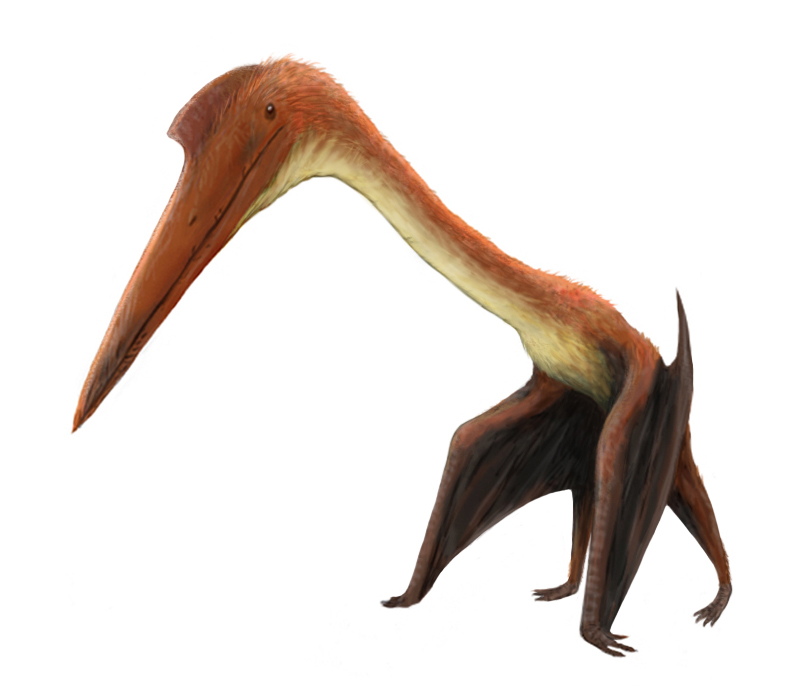
Ricostruzione di P. mauritanicus

L'esemplare originale, OCP DEK / GE 111, è costituito da una serie di vertebre cervicali dalla metà posteriore del collo, conservate in una lastra di fosfato. Le vertebre sono ben conservate, ma sono rimaste schiacciate e incrinate durante i processi di fossilizzazione, a causa della loro struttura cava. La vertebra più anteriore, la cervicale numero 5, è la più lunga, di circa 30 centimetri (12 pollici), mentre ogni vertebra che segue diminuisce di lunghezza. La vertebra cervicale 5, era stretta e allungata, con una larghezza non superiore ai 7 centimetri (2,75 pollici) e un'altezza non superiore ai 3 centimetri (1,25 pollici). Sebbene l'arco neurale sia presente, non vi è alcun segno di spine neurali su queste vertebre e le zigopofisi sono corte e simili a corna. Le cervicali 6 e 7 sono simili alla cervicale 5, ma diminuiscono di lunghezza rispettivamente a 22,5 e 19 centimetri (9 e 7,5 pollici). L'ottava cervicale è ancora più corta, di 15 centimetri (6 pollici), ma a differenza degli altri ha una spina neurale prominente. La spina neurale si trova sopra la parte posteriore dell'arco neurale, e sorge a circa 3 centimetri sopra la parte superiore della vertebra ed è perpendicolare al suo asse lungo con un profilo rettangolare. La nona cervicale è visibile solo dalla sua estremità posteriore, quindi è impossibile misurarne la lunghezza. Un secondo esemplare, FSAC-OB 12, descrittO da Longrich e colleghi consiste in una vertebra isolata, che è abbastanza simile alla sesta vertebra cervicale dall'esemplare originale, e proveniva da un individuo di circa le stesse dimensioni. 
Non si conoscono altri esemplari fossili di Phosphatodraco, ma il confronto con altri azhdarchidi mostrano che la sua apertura alare era probabilmente di circa 5 metri (16,5 piedi).

## Classificazione
Il Phosphatodraco rappresenta uno degli ultimi componenti della famiglia Azhdarchidae, una famiglia di pterosauri noti per il loro lungo collo, lunghi becchi sdentati, grandi teste, ali relativamente corte, e gambe lunghe, caratteristici del Cretaceo superiore.

## Storia della scoperta
Nel 2003, Xabier Pereda Superbiola e colleghi nominarono un nuovo azhdarchide, Phosphatodraco mauritanicus, sulla base di una serie di vertebre cervicali scoperte nel 2000, e provenienti dai Phourfhat di Khouribga, nel Marocco centrale. I fossili originali sono costituiti da cinque vertebre cervicali articolate. Nel 2018, Nick Longrich e colleghi descrissero un'ulteriore vertebra cervicale appartenente alla medesima specie. Il nome Phosphatodraco si traduce in "drago di fosfato", riferimento alla scoperta dell'animale all'interno delle miniere di fosfato in Marocco. Il nome della specie, mauritanicus, non si riferisce al moderno paese della Mauritania, a ma diversi regni antichi e province romane chiamate Mauritania o Mauretania che occupavano le regioni costiere del nord del Marocco moderno e dell'Algeria.

## Paleoecologia

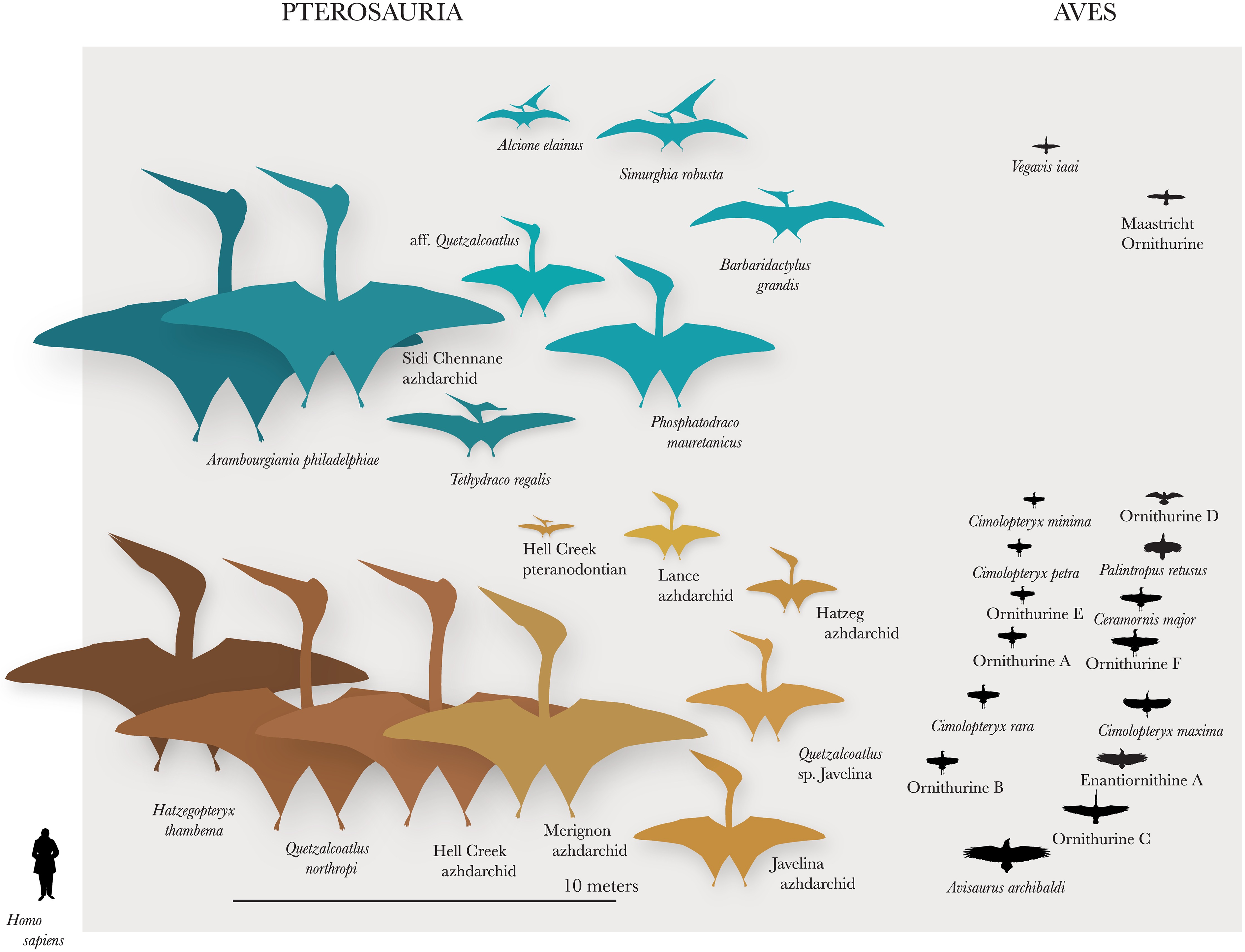
Biodiversità di pterosauri e uccelli alla fine del Maastrichtiano

I letti di fosfato in cui è stato scoperto Phosphatodraco si sono formati in acque relativamente profonde al largo delle coste africane nell'ultimo milione di anni del Mesozoico. Oltre al Phosphatodraco, nelle miniere sono stati ritrovati almeno altri due azhdarchidi attualmente non ancora descritti, uno pteranodontide e tre nyctosauridi. Mentre pteranodontidi e nyctosauridi erano pescatori aerei, gli azhdarchidi come Phosphatodraco si nutrivano a terra nutrendosi di piccole creature e giovani dinosauri. Gli esemplari di azhdarchidi ritrovati nelle miniere, probabilmente, morivano in volo, o venivano trascinati in mare dopo la morte. La vicina terraferma era arida e montuosa, molto simile alle zone costiere del moderno Yemen e dell'Oman.
La regione, all'epoca in cui visse Phosphatodraco, presentava una grande varietà di vita marina, tra cui squali e pesci ossei, oltre a tartarughe, plesiosauri e mosasauri. Sono noti anche alcuni fossili di dinosauri frammentari, tra cui l'abelisauro Chenanisaurus e un titanosauro. Originariamente si pensava che Phosphatodraco rappresentasse l'unico pterosauro della regione. Tuttavia, successive scoperte dimostrarono che la zona era ampiamente popolata da diverse specie e famiglie, tra cui lo pteranodontide Tethydraco e i nyctosauridi Barbaridactylus, Alcione e Simurghia, oltre ad almeno altri due azhdarchidi attualmente non ancora descritti, uno molto simile a Quetzalcoatlus ma molto più piccolo, e uno molto grande e snello simile ad Arambourgiania che è stato temporaneamente soprannominato "azhdarchide di Sidi Chennane".